# Формула любви
«Фо́рмула любви́» — советский художественный телефильм Марка Захарова по сценарию Григория Горина, выпущенный в 1984 году Творческим объединением телевизионных фильмов киностудии «Мосфильм». Вольная экранизация повести Алексея Толстого «Граф Калиостро» (1921); на основе этой же повести Толстого Микаэл Таривердиев написал комическую оперу «Граф Калиостро» (1981).

## Сюжет
В 1780 году, после непродолжительных мошеннических гастролей в Санкт-Петербурге, знаменитый авантюрист, «чародей» и «магистр тайных сил» граф Калиостро вынужден скрываться от погони, посланной всемогущим князем Потёмкиным. С ним его спутники — ассистентка Лоренца, лакей Маргадон и кучер Жакоб. В это же время Калиостро пытается построить «формулу» единственного чувства, которое он всё ещё не способен вызывать в человеческих сердцах, — любви.
По пути Калиостро заезжает в дом одного из своих клиентов — занемогшего помещика. Он обещает излечить больного, если тот согласится отправить с ним свою дочь Марию, через которую, по словам Калиостро, будет поддерживаться «астральная связь» с больным. После непродолжительного колебания Машеньку отпускают с графом, и Калиостро снова пускается в путь.
В это же время в российской глубинке под Смоленском живёт молодой помещик Алексей Федяшев. Обитая в поместье вместе с престарелой незамужней тётушкой, Федяшев не может найти себе избранницу и втайне мечтает о недосягаемом «бестелесном» идеале. В своё время он «оставил свет, бежал от столицы». Алексей влюблён в статую, стоящую в приусадебном парке, и мечтает оживить её — «как некогда греческие боги вдохнули жизнь в каменную Галатею». Случайно узнав от местного доктора, что Калиостро, мастер «материализации чувственных идей», находится недалеко от его поместья, Алексей находит графа в провинциальной гостинице, где тот скрывается от преследования, попутно пытаясь пробудить в Марии нежные чувства. Калиостро сперва отказывает Федяшеву, но по просьбе Марии, вступившейся за влюблённого юношу, всё же переезжает в поместье Алексея.
Визит иностранных гостей вызывает переполох в тихом поместье. Впрочем и гостям есть, чему удивляться: крепостные крестьяне по прихоти прежнего барина, мечтавшего жить в Древнем Риме, образованны и прекрасно знают латынь. Калиостро осматривает статую. Он не обещает при оживлении полного сходства — согласно замыслу, «ожившую» статую должна изображать его спутница в аферах Лоренца, тайно влюблённая в Калиостро и ради него готовая на всё. Алексей обращает внимание на Марию, находит в ней сходство со своим мраморным идеалом и начинает испытывать к ней чувства, в которых пока боится себе признаться.
Граф со своими спутниками живёт в поместье, не прекращая попыток вызвать к себе любовь Марии. Алексей тем временем готовится к «материализации». Тётушка советует ему «отбить» девушку у графа, вместо того чтобы губить молодость в бесплодных мечтаниях. Алексей понимает, что влюблён в живую девушку и его влюблённость в статую уже прошла, но, по словам графа, остановить «оживление» статуи уже невозможно. Присутствуя на ритуале «оживления», Алексей догадывается об обмане, называет графа бесчестным человеком и вызывает его на дуэль.
Дуэлянты сходятся, но граф предлагает изменить условия поединка и стреляться по жребию, зарядив один из пистолетов. Алексей выбирает пистолет и стреляет себе в сердце, но тот оказывается незаряженным. Калиостро, вместо прекращения дуэли, решает её продолжать: он устал от постоянного бегства и хочет покончить с ним. Граф стреляет себе в висок. Но второй пистолет также оказывается не заряжен Маргадоном. Калиостро лишается чувств.
В поместье граф приходит в себя. Тем временем столичная погоня почти настигает его. В соседнем городе появляются солдаты, посланные на поиски графа. Калиостро и его спутники снова готовы пуститься в бега. Выезжая из поместья, граф встречает крепостную девочку, внучку натурщицы, позировавшей когда-то для ваятеля той статуи. В этот момент его настигает местным помещик Загосин, художник-любитель, давно преследующий Калиостро с целью написать его портрет. Калиостро понимает, что бежать от властей смысла уже нет, и соглашается. Тут же собираются все домочадцы Алексея, сам Алексей и Машенька. К ним присоединяются солдаты, прибывшие задержать Калиостро. Загосин пишет групповой портрет всей компании.
Доктор произносит эпилог, в котором сообщает о последних днях жизни Калиостро в римской тюрьме и о том, что рисунок русского художника, изображающий графа в окружении неизвестных историкам людей и переданный ему в тюрьму Лоренцой, оставался с Калиостро до самой его смерти.

### Отличия от литературного произведения
Сюжет фильма имеет мало общего с повестью А. Н. Толстого. В сценарии Г. И. Горина сохранена только общая фабула: граф Калиостро приезжает в Россию, встречается с местным помещиком, спутница графа влюбляется в помещика и остаётся с ним. Горин создал на основе мрачной мистической повести Толстого совершенно другое произведение, по жанру напоминающее плутовской роман.
В повести вместо скульптуры граф Калиостро «оживлял» изображение девушки на картине.

## В ролях
- Нодар Мгалоблишвили — граф Джузеппе Калиостро (озвучил Армен Джигарханян)[2]
- Елена Валюшкина — Мария Ивановна / нимфа
- Александр Михайлов — Алексей Алексеевич Федяшев, провинциальный помещик
- Елена Аминова — Лоренца, подручная графа
- Александр Абдулов — Жакоб, подручный графа, кучер
- Семён Фарада — Маргадон, подручный графа, лакей
- Татьяна Пельтцер — Федосья Ивановна, тётушка Алексея
- Александра Захарова — Фимка, дворовая девушка Федяшевых
- Леонид Броневой — доктор
- Николай Скоробогатов — Степан Степанович, кузнец Федяшевых, дядя Фимки

## Съёмочная группа
- Автор сценария: Григорий Горин
- Режиссёр-постановщик: Марк Захаров
- Оператор-постановщик: Владимир Нахабцев
- Художник-постановщик: Виктор Юшин
- Композитор: Геннадий Гладков
- Звукооператор: Юрий Рабинович
- Текст песен: Юлий Ким (в титрах — Ю. Михайлов)
- Хореография: Светланы Воскресенской
- Государственный симфонический оркестр кинематографии
  - Дирижёр: Сергей Скрипка
- Режиссёр: Ю. Даниялов
- Операторы: Ю. Райский, Н. Фудим
- Художник по костюмам: Н. Монева
- Монтажёр: Валентина Кулагина
- Художник-гримёр: О. Сергеева
- Комбинированные съёмки:
  - Оператор: Г. Зайцев
  - Художник: А. Клименко
- Постановщик фокусов: А. Шаг-Новожилов
- Мастер по свету: С. Шебеко
- Цветоустановщик: Л. Меркулова
- Редактор: И. Наумова
- Музыкальный редактор: Минна Бланк
- Директор картины: Александра Демидова

## Съёмки
Григорий Горин видел в роли Калиостро Олега Янковского, но артист из суеверия отказался играть экстрасенса — не хотел связываться с мистикой.
Изначально участие Александра Абдулова в фильме не планировалось. Когда работа над «Формулой любви» началась, он сам обратился к Марку Захарову с просьбой о роли. После этого Григорий Горин дописал роль Жакоба, слуги графа. Абдуловым был придуман эпизод со сниманием парика и превращением в другого человека.
Сцены у реки и церкви снимались в селе Авдотьино (Ступинский район Московской области) — бывшей усадьбе известного общественного деятеля и просветителя XVIII века Николая Новикова; сцены в доме Федяшева — в ныне полуразрушенной старинной усадьбе деревни Ляхово (городской округ Домодедово Московской области) близ железнодорожной станции Барыбино.
Во время съёмок исполнитель главной роли Нодар Мгалоблишвили сломал ногу и продолжал сниматься в гипсе. Эпизодическую роль слуги, произносящего фразу «С кого ж такую лепили?», исполнил композитор фильма Геннадий Гладков.

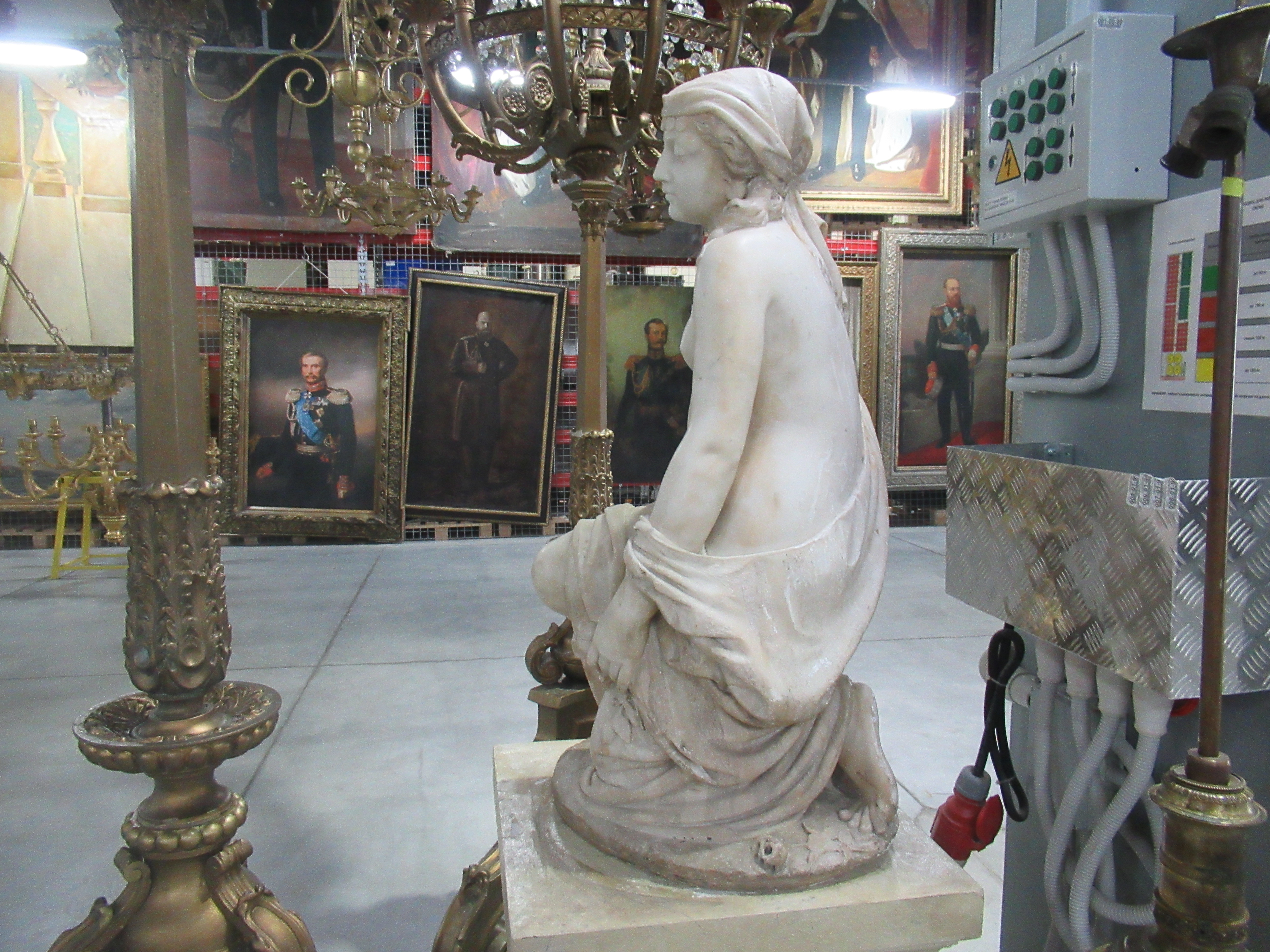
«Прасковья Тулупова» на Мосфильме (2021 год)

«Прасковья Тулупова» — мраморная копия статуи «Одалиска (Суламитида)» («Odalisque (Sulamitide)») итальянского скульптора Паскуале Романелли (1812—1887), изображает вымышленную восточную красавицу. Скульптура является реквизитом и хранится на «Мосфильме», была задействована ещё в нескольких фильмах.
Анонс нового фильма съёмочная группа представила в новогоднем выпуске «Кинопанорамы» 1984 года. В студии передачи на вопросы ведущего Даля Орлова отвечали Марк Захаров, Григорий Горин, Владимир Нахабцев, Татьяна Пельтцер, Елена Валюшкина, Александр Михайлов, Александр Абдулов, Семён Фарада. Сама телепремьера фильма состоялась 30 декабря 1984 года.

## Музыка
О «Формуле любви» говорят как об одном из советских «фильмов-цитатников» — адресованных чрезвычайно широкому кругу зрителей, которыми его текст моментально расхватывается на цитаты.
В частности, большую популярность приобрела «Неаполитанская песенка». Музыку и слова этой псевдоитальянской арии сочинил композитор фильма Геннадий Гладков. По словам Юлия Кима, Гладков отказался от упоминания в титрах в качестве автора слов, и авторство песни было приписано Киму.
При всей фантасмагоричности песенки авторам фильма пришлось утверждать её в литературном комитете («литовать»), предоставив цензорам «перевод» её текста на русский язык:
Прекрасная женщина, море,

Верить и петь

Подари мне мгновение

Самое прекрасное
Во время записи «Неаполитанской песенки» вокальную партию Семёна Фарады исполнял Геннадий Гладков.
Через год после выхода «Формулы любви» песня была обыграна в советском фильме-катастрофе «Поезд вне расписания» (1985).
«Неаполитанская песенка», как было отмечено критикой, имела необыкновенный успех среди публики, а её исполнители оказались наутро после выхода фильма «на самом гребне популярности». В 1986 году Абдулов и Фарада исполнили пародию на песни фестиваля итальянской песни в Сан-Ремо в музыкальной программе «Утренняя почта», которая частично включала в себя припев «…уно моменто».

## Награды
- 1985 — Приз за лучшую режиссуру Марку Захарову на XI ВКФ телевизионных фильмов в Москве